# Безалкогольне пиво

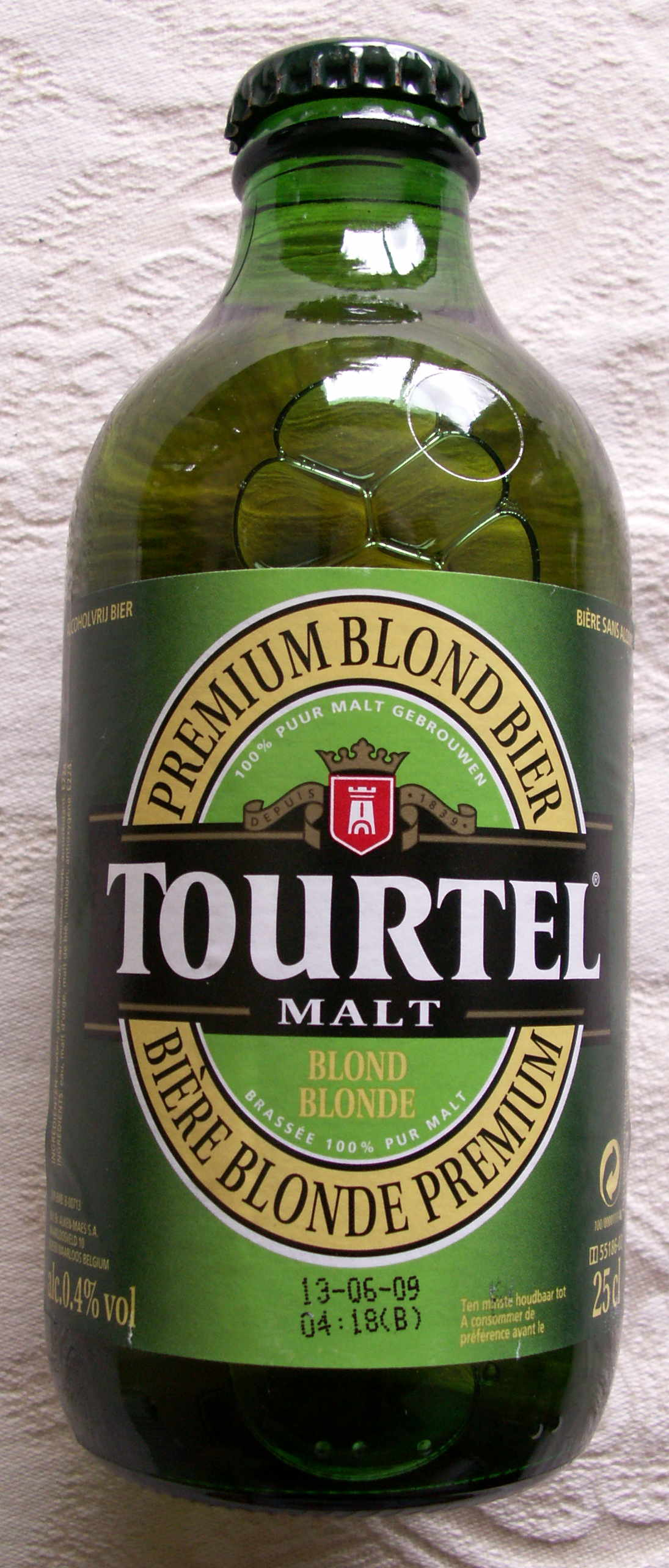
Напій який кличуть Майже пиво, марки Tourtel. Вміст алкоголю 0.4%

Безалкогольне пиво — напій, за смаком схожий на традиційне пиво, але майже не містить алкоголю (в ньому міститься близько 0,5% алкоголю, а це менше, ніж у квасі). Він призначений насамперед для тих, хто за якоїсь причини не може вживати звичайне пиво, до якого вже є звичка. Такими причинами можуть бути розлад здоров'я, лікування від алкоголізму чи ситуація, несумісна з п'янким впливом алкоголю, наприклад, керування транспортним засобом. Створенням такого пива стали займатися в різних країнах у 1970-х роках, коли у зв'язку з різким зростанням маси автомобілів на дорогах почастішали аварії у зв'язку із сп'янінням водіїв. Особливо в ньому були зацікавлені країни, де споживання пива традиційно було дуже поширеним. Отримання напою, подібного з пивом, але практично позбавленого алкоголю, є більш складною процедурою, ніж виготовлення звичайного пива. Тому він виходить трохи дорожчим.

## У світі

### Австралія
В Австралії, термін «легке пиво» відносять до будь-якого пива з менш ніж 3% міцністю.

### Велика Британія
У Великій Британії, законом визначені наступні терміни:
- Не має алкоголю або безалкогольне — міцність не більше 0,05%;
- Очищене від алкоголю — міцність більша ніж 0,05%, але не перевищує 0,5%;
- Низький вміст алкоголю — міцність не більша ніж 1,2%.

### Іспанія
Іспанія є основним споживачем і виробником слабоалкогольного пива.

### США
У США, пиво яке має міцність до 0,5%, може називатись Безалкогольним. Через дуже низький вміст алкоголю, безалкогольне пиво може бути легально придбане неповнолітніми особами в багатьох американських штатах.

### Україна
В Україні, термін «Безалкогольне пиво» визначене законом як: насичений діоксидом вуглецю пінистий напій, одержаний під час бродіння охмеленого сусла пивними дріжджами з об'ємною часткою спирту не більш як 0,5 відсотка, отриманий шляхом діалізу або переривання головного бродіння, або виготовлення пивного сусла зі зниженою часткою сухих речовин у початковому суслі, що відноситься до товарної групи УКТ ЗЕД за кодом 2202.

## Технологія виробництва
Технології виробництва безалкогольного пива засновуються або на зменшенні кількості алкоголю в пиві шляхом зникнення або зменшення бродіння, або на видаленні алкоголю з готового пива.

### Зникнення бродіння
Застосовуються спеціальні дріжджі, які не скидають мальтозу в алкоголь, або бродіння зупиняється на визначеній стадії за допомогою охолодження. 
«У результаті утворюється пиво з дуже низьким умістом алкоголю – зазвичай до 0,5% ABV [Alcohol by Volume – відсоток алкоголю в пиві]. Для цього також зазвичай використовують сусло зниженої густини – тобто менше екстракту, легший початковий склад, щоби дріжджі мали менше «роботи» й не продукували багато алкоголю», – пояснює пивовар Назар Дребот, співзасновник 2085brewery .

### Видалення алкоголю
Видалення алкоголю можливе термічними способами, що використовують низьку точку кипіння алкоголю. Досить часто використовується вакуумна дистиляція і вакуумне випарювання. Кінцевий продукт має «варений» смак, оскільки пиво піддається дії високих температур.
Інший спосіб — мембранний. З допомогою осмосу або діалізу можливе видалення алкоголю з пива без застосування високих температур.
«Цей процес дає змогу зберегти більш класичний смаковий профіль напою, проте він є значно дорожчим і технічно складнішим, потребує спеціального обладнання, яке є далеко не на всіх пивоварнях», – каже пивовар Назар Дребот .